# 萧学忠
萧学忠（1914年—？），男，浙江温岭人，中国炸药学家，曾任华东工学院教授、博士生导师。